# برنستت شرقی، کنتاکی
برنستت شرقی (به انگلیسی: East Bernstadt) یک منطقهٔ مسکونی در ایالات متحده آمریکا است که در شهرستان لاورل، کنتاکی واقع شده‌است. برنستت شرقی ۵٫۴ کیلومتر مربع مساحت و ۷۷۴ نفر جمعیت دارد و ۳۶۵ متر بالاتر از سطح دریا واقع شده‌است.